# Djebel Kelti
Le djebel Kelti est une montagne du Rif culminant à 1 926 mètres d'altitude dans la province de Chefchaouen, dans la région de Tanger-Tétouan-Al Hoceïma, au Maroc. Il est situé à 20 km au nord de la ville de Chefchaouen et au sud de Tétouan.

## Description
Le djebel Kelti culmine à 1 926 mètres.
Il y a quelques forêts de cèdres bien préservées sur ses pentes.